# SCR Peña Deportiva
SCR Peña Deportiva is een Spaanse voetbalclub uit Santa Eulària des Riu op de Balearen. De club speelt in de Segunda División RFEF. Thuisstadion is het Estadio Municipal, dat 1.500 plaatsen heeft.

## Geschiedenis
PD Santa Eulalia werd opgericht in 1945. De club speelde in de loop der jaren vooral in de lagere divivies, waaronder de Tercera División. In 2008 promoveerde PD Santa Eulalia naar de Segunda División B. Eerder speelde de club in het seizoen 1993/1994 al eens in deze divisie. In 2009 degradeerde de club.
CD Alcoyano ·
Atzeneta UE ·
FC Andorra ·
CF Badalona ·
FC Barcelona Atlètic ·
UE Cornellà ·
RCD Espanyol B ·
Gimnàstic · 
Hércules CF · 
UD Ibiza ·
CF La Nucía ·
Atlético Levante UD ·
CE L'Hospitalet ·
UE Llagostera ·
Club Lleida Esportiu · 
UE Olot · 
Orihuela CF ·
SCR Peña Deportiva ·
AE Prat ·
Valencia CF Mestalla · 
Villarreal CF B ·